# Saundersiops maculiventris
Saundersiops maculiventris là một loài ruồi trong họ Tachinidae.